# Taraxacum xanthostigma
Taraxacum xanthostigma — вид квіткових рослин з родини айстрових (Asteraceae). Вид зростає в Європі: Англія, Уельс, Шотландія, Північна Ірландія, Ірландія, Данія, Норвегія, Швеція, Фінляндія, Бельгія, Німеччина, Швейцарія, Австрія, Чехія, Франція, Естонія, Латвія, Литва, Білорусь; це багаторічна рослина.

## Морфологічна характеристика
Taraxacum xanthostigma — від середньої до міцної рослини. Листки від середньо до темно-зеленого забарвлення, з 3–5 бічними частками; ніжка листка пурпурова й вузькокрила; кінцева частка часто велика. Зовнішні приквітки 3.5–5 мм завширшки й 12–15 мм завдовжки, зелені. Квіткова голова 40–55 мм у діаметрі; приймочки від жовтих до дещо безбарвних. Пилок присутній. 